# Izland az 1996. évi nyári olimpiai játékokon
Izland az egyesült államokbeli Atlantában megrendezett 1996. évi nyári olimpiai játékok egyik részt vevő nemzete volt. Az országot az olimpián 5 sportágban 9 sportoló képviselte, akik érmet nem szereztek.

## Atlétika
Férfi
| Versenyző             | Versenyszám   | Selejtező | Selejtező | Döntő    | Döntő    |
| Versenyző             | Versenyszám   | Eredmény  | Helyezés  | Eredmény | Helyezés |
| --------------------- | ------------- | --------- | --------- | -------- | -------- |
| Vésteinn Hafsteinsson | Diszkoszvetés | 56,30 m   | 32.       | kiesett  | kiesett  |

| Versenyző           | Versenyszám | 100 m | 100 m | Távolugrás | Távolugrás | Súlylökés | Súlylökés | Magasugrás | Magasugrás | 400 m | 400 m | 110 m gát | 110 m gát | Diszkoszvetés | Diszkoszvetés | Rúdugrás | Rúdugrás | Gerelyhajítás | Gerelyhajítás | 1500 m  | 1500 m | Végeredmény | Végeredmény |
| Versenyző           | Versenyszám | Idő   | Pont  | Eredmény   | Pont       | Eredmény  | Pont      | Eredmény   | Pont       | Idő   | Pont  | Idő       | Pont      | Eredmény      | Pont          | Eredmény | Pont     | Eredmény      | Pont          | Idő     | Pont   | Pont        | Helyezés    |
| ------------------- | ----------- | ----- | ----- | ---------- | ---------- | --------- | --------- | ---------- | ---------- | ----- | ----- | --------- | --------- | ------------- | ------------- | -------- | -------- | ------------- | ------------- | ------- | ------ | ----------- | ----------- |
| Jón Arnar Magnússon | Tízpróba    | 10,67 | 935   | 728 cm     | 881        | 15,52 m   | 822       | 195 cm     | 758        | 47,17 | 950   | 14,22     | 946       | 43,78 m       | 742           | 480 cm   | 849      | 61,10 m       | 754           | 4:46,97 | 637    | 8274        | 12.         |

Női
| Versenyző          | Versenyszám | Előfutam | Előfutam | Előfutam | Elődöntő | Elődöntő | Elődöntő | Döntő   | Döntő    |
| Versenyző          | Versenyszám | Idő      | Hely.    | Össz.    | Idő      | Hely.    | Össz.    | Idő     | Helyezés |
| ------------------ | ----------- | -------- | -------- | -------- | -------- | -------- | -------- | ------- | -------- |
| Guðrún Arnardóttir | 400 m gát   | 54,88    | 1.       | 2.       | 54,81    | 6.       | 10.      | kiesett | kiesett  |

## Cselgáncs
Férfi
| Versenyző            | Versenyszám  | Selejtező         | 32-es főtábla                     | Nyolcaddöntő      | Negyeddöntő       | Elődöntő          | Vigaszág első kör           | Vigaszág negyeddöntő | Vigaszág elődöntő | Bronz- mérkőzés   | Döntő             | Helyezés |
| Versenyző            | Versenyszám  | Ellenfél Eredmény | Ellenfél Eredmény                 | Ellenfél Eredmény | Ellenfél Eredmény | Ellenfél Eredmény | Ellenfél Eredmény           | Ellenfél Eredmény    | Ellenfél Eredmény | Ellenfél Eredmény | Ellenfél Eredmény | Helyezés |
| -------------------- | ------------ | ----------------- | --------------------------------- | ----------------- | ----------------- | ----------------- | --------------------------- | -------------------- | ----------------- | ----------------- | ----------------- | -------- |
| Vernharð Þorleifsson | Félnehézsúly | erőnyerő          | Kim Minszu (Kim Min-su) (KOR) · V |                   |                   |                   | Dmitrij Szergejev (RUS) · V | kiesett              | kiesett           | kiesett           |                   | 13.      |

## Tollaslabda
| Versenyző    | Versenyszám | Selejtező                                  | 32-es főtábla     | Nyolcaddöntő      | Negyeddöntő       | Elődöntő          | Döntő             | Helyezés |
| Versenyző    | Versenyszám | Ellenfél Eredmény                          | Ellenfél Eredmény | Ellenfél Eredmény | Ellenfél Eredmény | Ellenfél Eredmény | Ellenfél Eredmény | Helyezés |
| ------------ | ----------- | ------------------------------------------ | ----------------- | ----------------- | ----------------- | ----------------- | ----------------- | -------- |
| Elsa Nielsen | Női egyes   | Jaroensiri Somhasurthai (THA) · 1–11, 2–11 | kiesett           | kiesett           | kiesett           | kiesett           | kiesett           | 33.      |

## Torna
Férfi
| Versenyző           | Versenyszám      | Selejtező | Selejtező | Döntő    | Döntő    |
| Versenyző           | Versenyszám      | Pontszám  | Helyezés  | Pontszám | Helyezés |
| ------------------- | ---------------- | --------- | --------- | -------- | -------- |
| Rúnar Alexandersson | Talaj            | 18,200    | 79.       | kiesett  | kiesett  |
| Rúnar Alexandersson | Ugrás            | 18,200    | 89.       | kiesett  | kiesett  |
| Rúnar Alexandersson | Korlát           | 16,100    | 92.       | kiesett  | kiesett  |
| Rúnar Alexandersson | Nyújtó           | 16,225    | 95.       | kiesett  | kiesett  |
| Rúnar Alexandersson | Gyűrű            | 17,575    | 88.*      | kiesett  | kiesett  |
| Rúnar Alexandersson | Lólengés         | 18,037    | 75.       | kiesett  | kiesett  |
| Rúnar Alexandersson | Egyéni összetett | 104,337   | 68.       | kiesett  | kiesett  |

* - egy másik versenyzővel azonos eredményt ért el

## Úszás
Férfi
| Versenyző             | Versenyszám | Előfutam | Előfutam | Előfutam | Döntő   | Döntő   | Döntő   | Helyezés |
| Versenyző             | Versenyszám | Idő      | Hely.    | Össz.    | Típus   | Idő     | Hely.   | Helyezés |
| --------------------- | ----------- | -------- | -------- | -------- | ------- | ------- | ------- | -------- |
| Logi Jes Kristjánsson | 100 m hát   | 58,53    | 6.       | 40.      | kiesett | kiesett | kiesett | kiesett  |

Női
| Versenyző           | Versenyszám    | Előfutam | Előfutam | Előfutam | Döntő   | Döntő   | Döntő   | Helyezés |
| Versenyző           | Versenyszám    | Idő      | Hely.    | Össz.    | Típus   | Idő     | Hely.   | Helyezés |
| ------------------- | -------------- | -------- | -------- | -------- | ------- | ------- | ------- | -------- |
| Elín Sigurðardóttir | 50 m gyors     | 26,90    | 5.       | 37.      | kiesett | kiesett | kiesett | kiesett  |
| Eydis Konráðsdóttir | 100 m pillangó | 1:03,41  | 5.       | 29.      | kiesett | kiesett | kiesett | kiesett  |